# Подужемье (аэродром)
Кемь (Подужемье) — военный недействующий аэродром, расположенный в 16,6 км юго-западнее одноимённого города Кемь Кемского района в Республике Карелия Российской Федерации. Именуется как Кемь.

## История аэродрома
Аэродром во время войны использовался в интересах войск Карельского фронта. В марте 1944 года на аэродроме базировались части оперативной группы 8-го авиационного корпуса дальнего действия: оперативная группа 36-й авиационной дивизии дальнего действия и 109-й авиационный полк дальнего действия на самолетах Ил-4.
Бетонная ВПП аэродрома построена в 1953 году на основании плана формировании новой системы ПВО СССР для размещения частей истребительной авиации ПВО. С октября 1953 года на аэродром перебазировался 265-й истребительный авиационный полк 336-й истребительной авиационной дивизии с аэродрома Румбула на самолетах МиГ-15. В 1954 году полк перевооружён на самолёты МиГ-17.
С мая 1955 года на аэродром после выполнения правительственного задания в Китае перебазировался 348-й истребительный авиационный полк ПВО с частями обеспечения. В 1956 году из-под Читы перебазировалась отдельная разведывательная авиационная эскадрилья на самолётах МиГ-17. В 1965 году полк перевооружён на новые модификации МиГ-17ПФ, оснащённых радиолокационными прицелами. В 1969 году полк первым в 10-й ОА ПВО приступил к переучиванию на сверхзвуковой истребитель Су-15, а в дальнейшем на Су-15ТМ, на котором пролетал до своего расформирования в 1994 году.
В период с 1 сентября 1953 года по 1 июля 1960 года на аэродроме базировался штаб 336-й истребительной авиационной дивизии.
На 2023 год аэропорт не функционирует, планируется реконструкция и организация коммерческих перевозок и санитарных рейсов.

## Инциденты
Летчик 265-го иап капитан Босов А. 20 апреля 1978 года на самолёте Су-15ТМ повредил южнокорейский «Боинг»-707, нарушивший государственную границу СССР и совершивший аварийную посадку на лёд замёрзшего озера в Лоухском районе.